# Prise d'otages du Carré d'as IV
La prise d'otages du Carré d'as IV est une prise d'otages qui a lieu le 2 septembre 2008 dans le golfe d'Aden au large de la Somalie. Le voilier nommé Carré d'as IV, convoyé par un couple de Français, Bernadette et Jean-Yves Delanne, est abordé par plusieurs pirates somaliens. Dans les jours qui suivent, une opération spéciale est organisée dans l'objectif de libérer les deux Français retenus en otage. L'assaut final est effectué par une trentaine d'hommes appartenant au commando Hubert de la Marine nationale, dans la nuit du 15 au 16 septembre 2008 au large des côtes de la Somalie.

## Contexte
En avril 2008, un voilier de croisière (Le Ponant) avait également été pris en otage au large de la Somalie. Durant les six premiers mois de l'année 2008, vingt-quatre abordages ont déjà eu lieu dans ces zones proches de la Somalie d'après le Bureau maritime international.

## Prise d'otages
Le 2 septembre 2008, un couple français : Bernadette et Jean-Yves Delanne sont capturés par des pirates somaliens à bord du voilier qu'ils convoient : le Carré d'as IV, dans le golfe d'Aden. La zone de l'abordage se trouve à la frontière de l'océan Indien. Depuis l'Australie, les deux Français se rendaient à La Rochelle. Les pirates sont équipés de fusils d'assaut de type Kalashnikov AK-47 et de lance-roquettes RPG-7.
Les pirates réclament une rançon de 1 400 000 euros, ainsi que la libération de plusieurs membres qui avaient participé à la prise d'otages du voilier Le Ponant.

## Assaut du commando Hubert
À 21 h, le chef de l'État français Nicolas Sarkozy donne l'ordre de donner l'assaut pour libérer les deux otages. Environ trente hommes du commando Hubert, appartenant aux commandos marine et dépendant du Commandement des opérations spéciales prennent place à bord de bateaux semi-rigides, embarqués au sein de la frégate Courbet. En outre, un avion Breguet Atlantic 2 surveille la zone de l'opération.
L'assaut dure environ dix minutes. Un des pirates est tué par les membres du commando Hubert et les deux otages sont libérés,,.

## Issue
Les six autres pirates somaliens sont faits prisonniers. Après l'assaut, ils sont amenés à bord de la frégate qui fait cap sur Djibouti avec le Carré d'as,.

## Procès des pirates
En novembre 2011, le procès des pirates commence. Les deux otages libérés sont partie civile,,,. Au terme du procès en première instance, un des pirates est acquitté tandis que les 5 autres sont condamnés à des peines de 4 à 8 ans de prison. Cet arrêt est confirmé en janvier 2013 par la cour d'assises d'appel de Seine-et-Marne,.